# Guéreins
Guéreins är en kommun i departementet Ain i regionen Auvergne-Rhône-Alpes i östra Frankrike. Kommunen ligger  i kantonen Thoissey som ligger i arrondissementet Bourg-en-Bresse. Kommunens areal är 4,51 km². År 2022 hade Guéreins 1 503 invånare.

## Befolkningsutveckling
Antalet invånare i kommunen Guéreins
Referens: INSEE